# Salmo 13

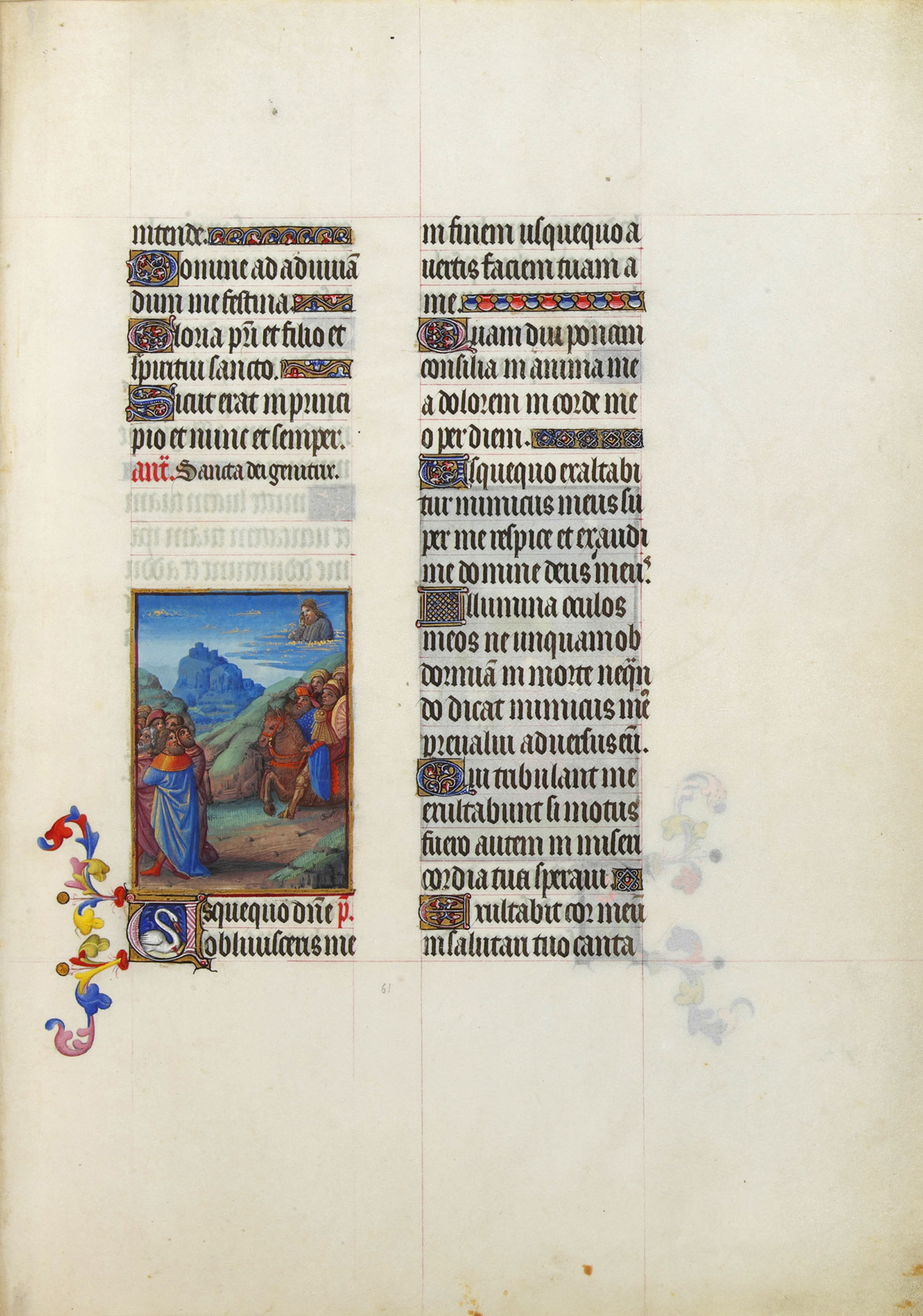
Il salmo 13 in un manoscritto miniato.

Il salmo 13 (12 secondo la numerazione greca) costituisce il tredicesimo capitolo del Libro dei salmi.
È tradizionalmente attribuito al re Davide. È utilizzato dalla Chiesa cattolica nella liturgia delle ore.